# Auggenbach
Auggenbach ist ein Gemeindeteil der Gemeinde Konzell im niederbayerischen Landkreis Straubing-Bogen.

## Geographie
Das Dorf Auggenbach liegt in der gleichnamigen Gemarkung, etwa 700 Meter nördlich vom Hauptort Konzell beidseits der Kreisstraße SR 43 auf einer Höhe zwischen etwa 525 und 565 m ü. NHN.

## Geschichte

### Hofmark
Die Hofmarken Auggenbach und Haid gehörten zum Landgericht Mitterfels.

### Ehemalige Gemeinde
Aus der Hofmark Auggenbach und Haid entstand die Gemeinde mit ihren Ortsteilen Auggenbach und Haid. Der Weiler Haiderhof entstand in der Zeit zwischen 1880 und 1885. Die Gemarkung umfasste zu diesem Zeitpunkt 149,385 Hektar. 1927 verlor die Gemeinde ihre Eigenständigkeit und wurde nach Konzell eingemeindet.

### Einwohnerentwicklung
|       | Dorf           | Gemeinde       |
| ----- | -------------- | -------------- |
| 1840: |                | 0093 Einwohner |
| 1861: | 0068 Einwohner | 0101 Einwohner |
| 1867: |                | 0078 Einwohner |
| 1871: | 0065 Einwohner | 0081 Einwohner |
| 1875: | 0071 Einwohner | 0096 Einwohner |
| 1885: | 0085 Einwohner | 0123 Einwohner |
| 1900: | 0076 Einwohner | 0103 Einwohner |
| 1925: | 0067 Einwohner | 0106 Einwohner |
| 1950: | 0083 Einwohner |                |
| 1961: | 0088 Einwohner |                |
| 1970: | 0108 Einwohner |                |
| 1987: | 0106 Einwohner |                |